# Camila Sosa Villada

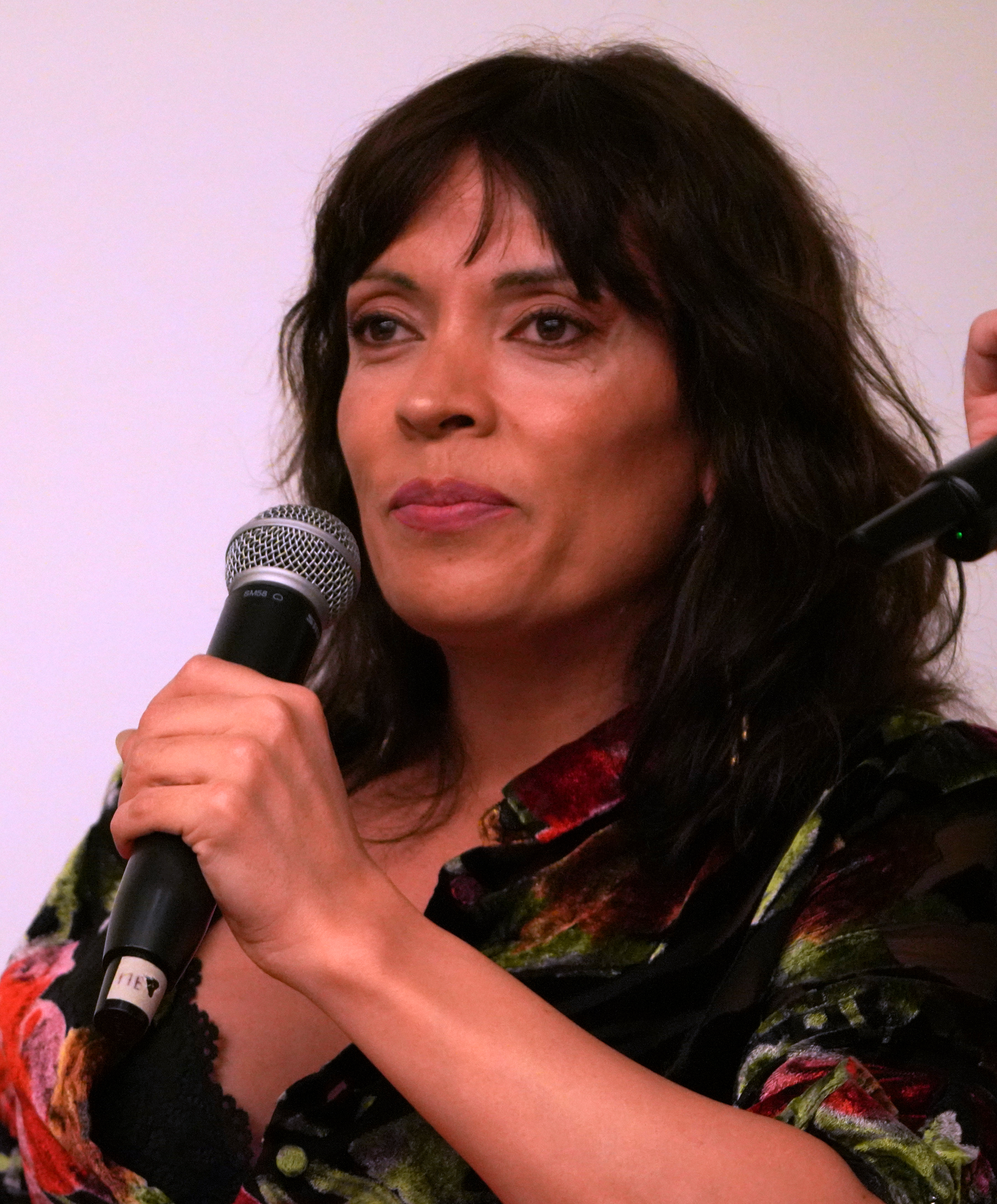
Camila Sosa Villada, 2024

Camila Sosa Villada (geb. 1982 in Córdoba) ist eine argentinische Schriftstellerin und Schauspielerin. Ihre Werke wurden international ausgezeichnet und in zahlreiche Sprachen übersetzt.

## Leben
Camila Sosa Villada wuchs zunächst in Armut in ländlichen Regionen der argentinischen Provinz Córdoba auf. Ihre Familie zog oft um und lebte zeitweise ohne Strom und fließendes Wasser. Als sie etwa zehn Jahre alt war, ließen sie sich in Mina Clavero nieder, wo sie ein Haus bauten. Schon früh begann sie mit dem Schreiben von Geschichten aus einer weiblichen Perspektive, die sie jedoch vor ihren Eltern geheim hielt. Im Alter von 13 oder 14 Jahren lebte sie erstmals öffentlich als Frau und wurde dabei häufig Opfer von Gewalt und Diskriminierung.
Mit 18 Jahren zog Sosa Villada zum Theater- und Kommunikationsstudium in die Stadt Córdoba. Um ihren Lebensunterhalt zu bestreiten, arbeitete sie zeitweise als Sexarbeiterin und erlebte dabei mehrfach Gewalt. Eine besonders dramatische Erfahrung, bei der sie von Kunden beinahe erstickt und beraubt wurde, fand später Eingang in ihre literarische Arbeit. Ihre Eltern unterstützten sie zunächst nicht, versöhnten sich jedoch später wieder mit ihr.

## Wirken
Sosa Villadas literarisches Debüt, der Roman Im Park der prächtigen Schwestern (Originaltitel: „Las Malas“), erschien 2019 und wurde schnell zu einem Bestseller in Argentinien. Das Buch erzählt vom Leben und Leiden transgeschlechtlicher Frauen in Córdoba in den 1990er-Jahren, die nachts als Prostituierte arbeiten, tagsüber jedoch diskriminiert und angegriffen werden. Für diesen Roman erhielt Sosa Villada unter anderem den Premio Sor Juana Inés de la Cruz. Das Werk wurde in mehr als 20 Sprachen übersetzt und erhielt internationale Anerkennung.
In ihrem Roman Tesis Sobre Una Domesticación beschreibt sie das Leben einer ehemaligen Prostituierten und Schauspielerin, die gemeinsam mit ihrem homosexuellen Ehemann ein Kind adoptiert. Dieses Werk wurde ebenfalls für den Film adaptiert, wobei Sosa Villada selbst die Hauptrolle spielt. Die filmische Umsetzung entstand unter Beteiligung von Gael García Bernal und Diego Luna.
Ihr Schreibstil zeichnet sich durch eine Mischung aus schonungsloser Direktheit und poetischen Elementen aus und greift häufig Themen wie Sexualität, Diskriminierung und gesellschaftliche Doppelmoral auf. Ihre jüngsten Arbeiten, darunter die Kurzgeschichtensammlung I’m a Fool to Want You und der Roman La traición de mi lengua, bestätigen ihre Position als einflussreiche und provokative literarische Stimme.
Neben ihrer literarischen Tätigkeit engagiert sich Sosa Villada öffentlich gegen Diskriminierung und für die Sichtbarkeit von transgeschlechtlichen Personen. Ihre Lesungen und öffentlichen Auftritte, etwa auf der Buchmesse in Buenos Aires, sind für ihren performativen Charakter bekannt und ziehen ein großes Publikum an.